# Nicole Wallace
Nicole Alejandra Wallace del Barrio Martín (* 22. März 2002 in Madrid, Spanien) ist eine spanische Schauspielerin und Sängerin.

## Leben
Nicole Wallace wurde in Madrid, Spanien geboren und wuchs dort auf. Ihr Vater ist Amerikaner. Sie hat eine Schwester namens Chloé, welche Autorin, Regisseurin und Fotografin ist. Bereits als Kind lernte sie Geige und Klavier und nahm Gesangsunterricht. Zudem nahm sie mehr als acht Jahre Tanzunterricht in Modern Dance.

## Karriere
2018 wurde Wallace durch ihre Rolle als Nora Grace in der Movistar+-Serie Skam España bekannt, die auf der norwegischen Teenager-Serie Skam basiert. Die dritte Staffel der Serie drehte sich um die von Wallace verkörperte Figur Nora und die Figur Viri, gespielt von Celia Monedero. Insbesondere die Staffel mit Nora und Viri wurde von der FesTVal de Vitoria mit dem „Cima TV“-Preis ausgezeichnet, weil sie Themen wie Feminismus und Empowerment an ein jugendliches Publikum vermittelt.
Seit ihrem Durchbruch in der Rolle der Nora wurde Wallace in vielen Publikationen wie SModa, Glamour und Vogue vorgestellt. 2022 spielte sie die Hauptrolle in der RTVE-Drama-Serie Parot.
International wurde Wallace 2023 durch den Amazon-Prime-Video-Film Culpa Mia – Meine Schuld bekannt. Darin spielt sie die Hauptrolle Noah, welche in eine verbotene Romanze mit ihrem Stiefbruder Nick hineingezogen wird, der in die gefährliche Raserszene verwickelt ist. Die männliche Hauptrolle im Film übernahm Gabriel Guevara. Mit ihm zusammen war sie bereits in der Serie Skam España zu sehen. Der Film Culpa Mia – Meine Schuld basiert auf einer Romanserie von Mercedes Ron, die ursprünglich auf Wattpad unter dem Titel Culpables veröffentlicht wurde. 2024 spielte sie in der Fortsetzung Culpa Tuya – Deine Schuld wieder die Rolle der Noah. Genauso auch im dritten Teil Culpa Nuestra – Unsere Schuld, der 2025 erscheinen soll.
Außerdem übernahm Wallace 2023 die titelgebende Rolle in dem Film Vera. In der spanischen Netflix-Miniserie Nicht eine mehr, die auf dem gleichnamigen Roman von Miguel Sáez Carral basiert, spielt Wallace die Rolle der Alma.

## Politische Einstellungen
Im Oktober 2024 gehörte Wallace zu den Unterzeichnern eines Aufrufs zum Boykott israelischer Kulturinstitutionen, „die an der überwältigenden Unterdrückung der Palästinenser mitschuldig sind oder diese stillschweigend beobachtet haben“.

## Filmografie
Filme
- 2018: Post millennia  l
- 2023: Vera
- 2023: Culpa Mia – Meine Schuld (Culpa mía)
- 2024: Culpa Tuya – Deine Schuld (Culpa tuya)
- 2025: Un año y un día

Serien
- 2018–2020: Skam España (41 Episoden)
- 2021: Parot (10 Episoden)
- 2024: Nicht eine mehr (Ni una más, 8 Episoden)

## Diskografie
Singles
- 2021: Bella
- 2021: Devuélveme
- 2021: Impatient Eyes
- 2022: Cuídate